# Roch Wamytan
Roch Wamytan est un homme politique français et chef coutumier kanak indépendantiste de Nouvelle-Calédonie, né à Nouméa le 13 décembre 1950. Il est le chef et président du conseil de la tribu de Saint-Louis et le grand-chef du district du Pont-des-Français, ainsi que le président du Congrès de la Nouvelle-Calédonie du 1er avril au 1er août 2011, du 19 août 2011 au 29 août 2012, du 8 août 2013 au 11 mai 2014 et du 24 mai 2019 au 29 août 2024 (le premier indépendantiste élu à ce poste).

## Situation personnelle

### Origines
Roch Wamytan naît le 13 décembre 1950 à Nouméa. Fils de Benjamin Wamytan, chauffeur dans l'ancienne mine de Saint-Louis décédé à 57 ans d'une maladie pulmonaire, et de Philomène née Pidjot, il est ainsi le petit-fils de Léon Wamytan, chef de la tribu de Saint-Louis et grand-chef du district du Pont-des-Français au Mont-Dore, auquel il succède en 1989, et de Rock Pidjot, lui-même chef de la tribu voisine de La Conception, président fondateur de l'Union calédonienne et député de la Nouvelle-Calédonie de 1964 à 1986.
Il est également le petit-neveu de Philémon Pidjot, membre du conseil de gouvernement de 1972 à son décès en 1975, et le cousin d'Octave Togna (premier directeur de la radio indépendantiste Radio Djiido de 1985 à 1998 puis directeur de l'ADCK de 1989 à 2005, sénateur coutumier de 2010 à 2015 et conseiller économique, social et environnemental de 2015 à 2021), de Raphaël Pidjot (P-DG de la SMSP jusqu'à son décès en 2000), de Charles Pidjot (le président de l'UC de 2007 à son décès en 2012), d'Anthony Lecren (membre UC du gouvernement de la Nouvelle-Calédonie de 2011 à 2017), d'Omayra Naisseline (membre Dynamique autochtone du Congrès depuis 2019 et candidate aux législatives de 2024) et de Mickaël Forrest (membre UC du gouvernement de la Nouvelle-Calédonie depuis 2021). Son frère, Léon Wamytan, est le premier docteur en droit public d'origine kanak en 2013 ainsi que le secrétaire général adjoint du gouvernement de la Nouvelle-Calédonie depuis 2011.

### Formation, vocation religieuse et carrière professionnelle
Après être entré un temps au grand séminaire Saint-Paul de Nouméa, il abandonne sa vocation de devenir prêtre pour suivre des études d'économie en Métropole, à l'université Lyon 2 puis comme stagiaire de la session annuelle « Turgot » de 1980 du Centre d'études financières, économiques et bancaires (CEFEB) de l'Agence française de développement (AFD) à Marseille. Il commence sa carrière professionnelle en tant que directeur financier, au début des années 1980, au Fonds d'aide au développement de l'intérieur et des îles (FADIL), premier outil mis en place en 1975 pour le rééquilibrage en faveur des Mélanésiens.
Il reste toutefois actif au sein des autorités catholiques de Nouvelle-Calédonie, en présidant notamment le conseil pastoral de la paroisse de Saint-Louis et des assemblées dominicales en absence de prêtre (ADAP). Il a également engagé des études en licence à la faculté de théologie catholique de l'université Strasbourg II dans le but de faire de la formation religieuse.

## Parcours politique

### Débuts
Il commence sa carrière politique en tant qu'assistant parlementaire de son grand-père Rock Pidjot jusqu'en 1986, et adhère ainsi à l'Union calédonienne dès 1979. Au sein de ce parti et des différents organismes créés par le Front de libération nationale kanak et socialiste (FLNKS) à partir de 1985 pour préfigurer des institutions d'un éventuel État kanak indépendant, il s'occupe tout particulièrement des notions de développement économique respectant la coutume traditionnelle. Membre de l'Office culturel, scientifique et technique kanak (OCSTK), il publie notamment en 1985 un rapport de dix-neuf pages intitulé « Culture et développement kanak : Production agricole et commercialisation », dans lequel il déclare : « Aucun développement économique ne sera possible sans la prise en compte des données culturelles, et le peuple kanak est seul à pouvoir définir et mettre en œuvre le développement spécifique de son pays... toute entreprise de « développement » qui ne partirait pas de la réalité kanak est vouée à l’échec et même au sous-développement ». Après la mort en 1985 d'Éloi Machoro, il remplace ce dernier comme commissaire politique du FLNKS.

### Ascension
Ce n'est qu'après la fin des Évènements et la signature des accords de Matignon en 1988 qu'il commence à arriver sur le premier plan de la scène politique. Il est ainsi envoyé comme représentant du FLNKS à la réunion ministérielle du bureau de coordination des Pays non-alignés à Harare au Zimbabwe le 20 mai 1989. En seconde position sur la liste emmenée par le nouveau président de l'UC François Burck dans le Sud aux premières élections provinciales, le 11 juin 1989, il entre à l'Assemblée de Province et au Congrès pour la première fois. La même année, il est aussi élu conseiller municipal d'opposition du Mont-Dore, et le reste jusqu'en 2001.
Lors de la Convention de Nakéty du FLNKS du 24 au 25 mars 1990, Paul Néaoutyine, du Parti de libération kanak (Palika), est choisi comme président du Front et un poste de vice-président est créé pour l'UC, confié à Roch Wamytan. Il est ensuite le candidat du camp indépendantiste aux élections sénatoriales du 27 septembre 1992, il est battu de peu par le candidat du Rassemblement pour la Calédonie dans la République (RPCR), Simon Loueckhote, au second tour, par 192 voix contre 188, après avoir fait jeu égal avec lui au premier tour avec 172 votes chacun. Il est également investi par le FLNKS dans la 1re circonscription (Nouméa, l'île des Pins et les Îles Loyauté) aux élections législatives du 21 mars 1993, face au sortant, et président fondateur du RPCR anti-indépendantiste, Jacques Lafleur. Ce dernier est réélu dès le premier tour avec 53,27 % des suffrages exprimés, et Roch Wamytan se place en troisième position (derrière Lafleur mais aussi l'ancien sénateur et dissident du RPCR Dick Ukeiwé) avec 14,3 % des voix.
Aux élections provinciales du 9 juillet 1995, il mène en Province Sud une liste d'union entre le FLNKS et le petit parti wallisien-futunien indépendantiste récemment formé du Rassemblement démocratique océanien (RDO), et obtient 4 431 voix (9,82 %) et 3 élus sur 32, soit un de moins que ce qu'avait obtenu le front indépendantiste en 1989. Il retrouve néanmoins son siège à l'Assemblée provinciale et au Congrès. Sur l'ensemble du Territoire, le FLNKS perd deux sièges, et les premières tensions entre Palika et UC se font sentir : Paul Néaoutyine et Raphaël Mapou ont ainsi formé respectivement dans le Nord et le Sud des listes distinctes de celles officielles du front emmenées par le président de la Province sortant, Léopold Jorédié, d'une part, et Roch Wamytan d'autre part. À la suite de cela, Paul Néaoutyine démissionne de son poste de président du FLNKS et Roch Wamytan est élu pour lui succéder au congrès de Nouméa le 9 décembre 1995.

### Présidence du FLNKS puis de l'UC (1995-2001)
À la tête du FLNKS, Roch Wamytan est ainsi chargé de mener les discussions avec les anti-indépendantistes de Jacques Lafleur et l'État en vue d'une sortie négociée de la période référendaire de dix ans prévue par les Accords de Matignon (proposée dès 1991 par Jacques Lafleur, il s'agit d'éviter le référendum d'autodétermination de 1998 qui risque, étant désormais sûr qu'il se conclurait par un rejet de l'indépendance, de replonger la Nouvelle-Calédonie dans des violences ethniques et politiques). Les discussions entre les deux camps ont ainsi repris le 20 septembre 1995, et le 30 décembre suivant le FLNKS de Wamytan présente un projet de statut pour 1998 instaurant un État libre et souverain. Le 12 janvier 1996, il obtient l'introduction du RDO dans le Front, et entame une série de réunions d'information pour expliquer son nouveau projet politique.
Mais tout en envisageant de discuter sur l'avenir institutionnel, il engage au sein des institutions locales un véritable bras de fer avec le RPCR de Jacques Lafleur, et s'allie pour ce faire avec le petit parti anti-indépendantiste dissident de Didier Leroux, « Une Nouvelle-Calédonie pour tous » (UNCT) : les deux formations occupent ainsi le Congrès le 7 mars 1996 pour réclamer un meilleur partenariat avec le Rassemblement.

#### Position fragile: tensions du «préalable minier» (1996-1998)
Alors qu'il mène la délégation du FLNKS, composée de deux autres fervents partisans de la reprise des négociations (le président de l'UC François Burck et le président de la Province Nord Léopold Jorédié) au Comité de suivi des Accords de Matignon à Paris en avril 1996, celle-ci est désavouée par la direction du parti qui introduit un « préalable minier » (l'obtention pour la SMSP, afin d'alimenter la future usine du Nord, du massif minier de Tiébaghi, alors propriété de la Société Le Nickel, filiale d'Eramet, qui refuse de céder cette concession) à toute continuation des discussions. Les modérés de la délégation Wamytan sont remplacés par une équipe plus intransigeante emmenée par Bernard Lepeu, nouveau président de l'UC à partir du 12 novembre 1996, Charles Pidjot et Damien Yeiwéné.
La crise dure alors de la fin de l'année 1996 au début de 1998, soit l'année même prévue pour le référendum. À la fin du mois d'octobre 1996, le FLNKS décide de bloquer les sites miniers du Nord, et est relayé dans son action par deux syndicats, celui ouvertement indépendantiste de l'USTKE (connu pour ses méthodes radicales, il était rattaché au Front jusqu'en 1989) et celui plus neutre sur l'avenir institutionnel de l'USOENC (premier syndicat du Territoire en nombre d'adhérent pour les non-fonctionnaires, proche de la CFDT). Le 27 avril 1997, le congrès du FLNKS fait le choix de boycotter les élections législatives de 1997 (décision non respectée par le Palika qui, avec l'USTKE, décide de soutenir la candidature dans la seconde circonscription de l'homme d'affaires pourtant anti-indépendantiste Philippe Pentecost). Roch Wamytan, bien que modéré, soutient l'attitude de son bureau, et condamne donc avec ce dernier l'attitude de certains de ses dirigeants qui décident de reprendre les négociations à la fin de l'année 1997, sans « préalable minier ». Ces derniers, à savoir François Burck et Léopold Jorédié qui ont été écartés de la direction de l'UC en novembre 1997, et le numéro 2 du Palika Raphaël Mapou, entrent alors en dissidence et fondent la Fédération des comités de coordination indépendantistes (FCCI).

#### Consécration: les accords de Nouméa (1998-1999)
L'État propose alors le 13 novembre 1996 l'échange entre la SMSP et la SLN du massif de Poum (appartenant à la première) contre celui de Koniambo (propriété de la seconde), et dépossède Eramet de ses titres sur cette dernière le 25 février 1997. Toutefois, un accord n'est finalement trouvé qu'en février 1998 : l'accord de Bercy du 3 février 1998 permet l'échange des massifs miniers et donc la reprise des négociations. Le 14 février 1998, le Congrès du FLNKS est un succès total pour Roch Wamytan mis en difficulté depuis 1996 : il est confirmé comme président du Front, le « préalable minier » (sur lequel il a toujours été sceptique) est levé et l'intégration définitive du RDO (qu'il a toujours soutenu) est adoptée. Il reprend la tête de la délégation indépendantiste aux discussions tripartites à Paris puis à Nouméa à partir de la fin du mois de février et du début du mois de mars, et est donc l'un des principaux signataires de l'accord de Nouméa le 5 mai 1998.
Il fait activement campagne pour le « oui » au référendum local sur l'adoption de ces accords, en développant toutefois des arguments diamétralement opposés à ceux du RPCR, puisque pour lui l'accord rend désormais l'indépendance inévitable au bout de la période transitoire de 20 ans. Le « oui » remporte une large victoire (71,9 % des suffrages exprimés, 51,9 % des inscrits) le 8 novembre 1998. Le 12 février 1999, il signe la version définitive de l'accord de Bercy qui met en place un échéancier pour la construction de l'usine du Nord qui est confiée au canadien Falconbridge.
Dans le même temps, il se pose comme le porte-parole des indépendantistes sur la scène internationale. Il se rend ainsi à New York auprès du Comité spécial de la décolonisation de l'ONU tout d'abord le 7 octobre 1998 pour y présenter l'Accord de Nouméa, ses allocutions annuelles auprès de cet organisme qui gère la liste des territoires non-autonomes ont continué jusqu'à aujourd'hui. Il est également désigné comme président pour deux ans du Groupe mélanésien Fer de lance en juillet 2001.

#### Tentatives pour empêcher les divisions au sein du FLNKS (1999-2001)
Aux élections provinciales du 9 mai 1999, le FLNKS part totalement divisé dans les Provinces Nord (avec la présence d'une liste FLNKS soutenue par l'UC emmenée par le président du parti Bernard Lepeu, une UNI constituée de membres Palika et dirigée par Paul Néaoutyine et même une liste UPM, tandis que le président sortant de la Province, Léopold Jorédié, a constitué une liste FCCI) et îles Loyauté (avec une liste Palika et une liste UC). Pourtant, Roch Wamytan réussit à maintenir l'unité dans le Sud, et la liste qu'il dirige obtient son meilleur score depuis la création de la Province en 1989, à savoir 6 151 votes (12,4 %) et 6 élus sur 40, dont 5 parmi les 32 envoyés au Congrès. Pour resserrer les liens au sein du FLNKS, il obtient également la présidence de l'UC au congrès du parti organisé dans son fief de Saint-Louis au Mont-Dore le 11 novembre 1999. Il est le premier à cumuler la direction de l'Union et du Front depuis Jean-Marie Tjibaou.
Il est élu le 28 mai 1999 comme membre du premier gouvernement formé sous le nouveau statut né de l'Accord de Nouméa, et dirigé par Jean Lèques. Reconduit dans l'exécutif suivant, le premier présidé par Pierre Frogier, le 3 avril 2001, il est chargé du secteur des Affaires coutumières, des Relations avec le Sénat coutumier et les Conseils coutumiers, ainsi que de celles avec le Congrès de 1999 à 2001. Toutefois, très critique vis-à-vis des méthodes de gouvernement de la majorité RPCR-FCCI, qu'il juge peu collégiales, il finit par démissionner du gouvernement le 31 octobre 2001 pour protester contre l'invalidation, le 1er du même mois, par le Conseil d'État, de l'élection d'Aukusitino Manuohalalo. Sa démission permet alors à celui-ci de réintégrer l'exécutif.
Mais il ne réussit pas à empêcher le divorce entre Union calédonienne et Palika. Le 11 avril 2000, contre son avis, 7 élus au Congrès forment un groupe UC distinct de celui du FLNKS. Ce « G7 », emmené par son prédécesseur à la présidence du parti, Bernard Lepeu, mais aussi des membres de la jeune génération, comme Pascal Naouna, conteste son action en considérant que le cumul par la même personne de la direction du mouvement et de celle du FLNKS les affaiblit. Au Congrès d'Ouvéa le 3 novembre 2001, Roch Wamytan perd la présidence de l'UC au profit de Pascal Naouna. Deux semaines plus tard, au congrès FLNKS de Ponérihouen, il est démis de ses fonctions de président unitaire du Front. Les quatre composantes ne réussissant pas à se décider sur un éventuel successeur, le bureau politique exerce depuis lors la gestion des affaires courantes.

### Difficultés et la traversée du désert
Si Roch Wamytan retrouve son poste de membre du Gouvernement, chargé du secteur des Affaires coutumières, des Relations avec le Sénat coutumier et les Conseils coutumiers du 28 novembre 2002 au 9 mai 2004, sa position politique s'affaiblit.

#### Crise de Saint-Louis (2001-2003)
Dans la nuit du 7 au 8 décembre 2001, plusieurs maisons de locataires wallisiens et futuniens du lotissement de l'Ave Maria sont incendiées par des Kanaks de la tribu voisine de Saint-Louis, faisant éclater les tensions foncières et ethniques latentes dans cette partie du Mont-Dore depuis plusieurs années. Ce conflit fait rejaillir également l'opposition entre les deux grandes-chefferies se partageant le pouvoir à la tribu de Saint-Louis : celle du Pont-des-Français dirigée par le clan Kamboa Ouétcho, et celle du Mont-Dore du clan Moyatea. S'y ajoutent des considérations politiques, puisque le chef de ce dernier clan, Robert Moyatea, est élu en seconde position sur la liste RPCR à l'Assemblée de la Province Sud et au Congrès.
Pour sortir du conflit, il propose une solution purement coutumière, et la rétrocession sans condition des 490 hectares de terres coutumières de Saint-Louis à la tribu. Déclarant sinon que : « les conflits ethniques à Saint-Louis et les dérives des mouvements de grève à la SMSP participent, avec les turbulences organisées au sein de la mouvance indépendantiste, de cette stratégie de manipulation propre aux États coloniaux », il accuse l'État français d'être à l'origine de la crise dans le but de déstabiliser le FLNKS.
Finalement, si un accord est signé le 7 novembre 2002, prévoyant l'évacuation des populations de l'Ave Maria et la rétrocession des terres aux Mélanésiens, les violences continuent tout au long de l'année 2003.
D'octobre 2016 à février 2017, un foyer d'insécurité s'installe à Saint-Louis, où une bande de jeunes commettent plusieurs incidents, notamment contre les forces de l'ordre. De passage en Nouvelle-Calédonie au mois de novembre, le ministre de la Justice Jean-Jacques Urvoas met en cause « la passivité de la population qui n'est pas acceptable pour que la justice puisse travailler », avant que le procureur de la République ne qualifie Saint-Louis de « sanctuaire pour les évadés de prison ».
Le 31 janvier 2017, une réunion de la dernière chance en présence des coutumiers et des représentants des forces de l'ordre se tient au Haussariat dans l'attente d'un désarmement immédiat.

#### Provinciales de 2004 et exclusion
Lors des élections provinciales du 9 mai 2004, Roch Wamytan est une nouvelle fois tête de liste, appelée « Le FLNKS pour l'indépendance ». Or, contrairement aux fois précédentes, il n'est soutenu ni par l'Union calédonienne ni par le FLNKS, qui s'éclate entre trois formations dans la Province Sud : l'UNI (Palika, UPM et RDO, alliés à la section locale du PS) du maire de Yaté Adolphe Digoué, l'UC de Charles Pidjot et celle de Wamytan. Se retrouvent derrière lui plusieurs personnalités déjà candidates en 1999, dont 6 fidèles issus de la liste FLNKS unie qu'il conduisait en 1999 et essentiellement présents en 2004 parmi les 10 premiers noms de la liste : Julien Boanemoi (no 16 en 1999, no 3 en 2004), Pierre Ayawa (no 34 en 1999, no 5 en 2004), Hubert Newedou (no 44 en 1999, no 7 en 2004), Hilarion Vama (no 23 en 1999, no 9 en 2004), Jacques Yengo (no 33 en 1999, no 15 en 2004) et Henri Bailly (no 46 en 2004, no 49 en 1999). Deux femmes candidates en 1999 sur deux autres listes non FLNKS sont également présentes : Yolande Moenteapo, no 5 de la liste accordiste « Citoyens ensemble » du juriste et auteur Dany Dalmayrac en 1999 et no 6 de celle de Roch Wamytan en 2004, et même une issue du parti pourtant anti-indépendantiste de Didier Leroux (Alliance), à savoir Victorine Wimbe (no 18 en 1999, no 16 en 2004).
Mettant en avant sa légitimité de signataire de l'Accord de Nouméa, il considère alors que celui-ci « doit nécessairement déboucher sur l'indépendance ». Pour ce faire, il s'appuie sur une interprétation très radicale de l'accord, reprenant essentiellement le thème de l'« Indépendance kanak socialiste » des années 1980 et appelant au gel du corps électoral, au contrôle strict de l'immigration, la mise en place d'une politique de discrimination positive en faveur des Kanaks dans la législation pour l'emploi local, à une négociation foncière fondée sur le poids des coutumiers et à la définition d'une réelle politique de coopération régionale par la Nouvelle-Calédonie tout en accusant la France d'utiliser l'archipel comme « cheval de Troie » pour défendre ses intérêts dans le Pacifique.
Avec 2 097 voix et 3,83 % des suffrages exprimés, sa liste n'obtient aucun élu (il faut, pour ce faire, dépasser les 5 % des inscrits), mais arrive tout de même en cinquième position, et en deuxième des formations indépendantistes, avec un peu moins de 500 voix derrière l'UNI et près de 250 bulletins de plus que la liste UC officielle. Du fait de cette division, aucune liste indépendantiste n'obtient d'élu dans la Province Sud. Pour Roch Wamytan, il s'agit d'un « électrochoc » qu'il espère « salutaire ».
Conséquence de sa candidature dissidente, le comité directeur de l'UC décide de l'exclure du parti le 22 juin 2004. Estimant cette décision illégale et invalide, puisque selon lui le comité directeur du mouvement en mars 2004 n'avait donné son aval à aucune des deux listes, il annonce sa volonté de se pourvoir en justice dans une conférence commune avec Jacques Lalié, exclu pour les mêmes raisons (il avait mené une liste dissidente dans les Îles Loyauté), le 1er juillet 2004.

#### Action militante contre l'usine du Sud
Membre fondateur depuis 2001 du Comité Rhéébù Nùù, groupe dirigé par Raphaël Mapou réunissant des chefs coutumiers du Grand-Sud demandant des contreparties financières et environnementales, et le respect du chemin coutumier, pour tout projet industriel et s'opposant donc à la construction de l'usine du Sud à Goro, il ne se concentre réellement sur son action militante au sein de ce comité qu'en 2005, une fois exclu de son parti et qu'il n'exerce plus aucune fonction élective. Il se rapproche donc de Raphaël Mapou, qu'il soutient dans ses actions de force contre l'usine.
Il participe ainsi à la création en juillet 2005 d'un Comité autochtone de gestion des ressources naturelles (CAUGERN) qui unit Rhéébù Nùù à l'USTKE, au Sénat coutumier et à diverses associations écologistes afin de diversifier l'action militante d'opposition à l'usine du Sud. Il s'attache également à relayer les revendications de ce collectif à Paris, en s'appuyant sur les mouvements écologistes, de gauche (voire d'extrême-gauche) et alter-mondialistes, et sur la scène internationale par le biais de la tribune qui lui est désormais traditionnellement offerte auprès du Comité spécial de la décolonisation de l'ONU.
Mais il ne se concentre pas sur la seule action revendicative contre Goro Nickel, et forme avec Mapou et Jacques Lalié un trio mis à l'écart de leurs formations respectives et voulant peser au sein du camp indépendantiste. Ils sont ainsi les seuls de leur famille politique à faire ouvertement campagne pour le « non » au Référendum sur le traité établissant une Constitution pour l'Europe du 29 mai 2005 (parmi les autres tendances séparatistes, seul le RDO a fait campagne pour le « oui » et les autres formations ont appelé à l'abstention).

### Retour sur le devant de la scène

#### Rapprochement et retour à l'Union calédonienne
Mais certains combats communs à l'ensemble du camp indépendantiste vont contribuer à sa réinsertion au sein de son ancienne famille politique. Il est ainsi l'un des chefs de file de la revendication pour l'obtention d'une révision constitutionnelle dans le but de geler le corps électoral en Nouvelle-Calédonie, aux côtés de Charles Pidjot ou Paul Néaoutyine, par le biais d'un « collectif pour la défense du corps électoral figé » qui réunit la quasi-totalité du spectre séparatiste.
Après avoir obtenu gain de cause, ce collectif est rebaptisé « Coordination des citoyens indépendantistes et progressistes » (CCIP) avec pour but de coordonner les actions des indépendantistes en vue des échéances électorales nationales de 2007 : il soutient alors activement la candidature de Ségolène Royal à l'élection présidentielle,. Aux élections législatives de juin, ce Comité, et donc Wamytan et Mapou, qui ont envisagé pendant un temps d'être candidats, a soutenu les candidats indépendantistes dans les deux circonscriptions : Charles Washetine dans la 1re (Nouméa, l'île des Pins et les îles Loyauté) et Charles Pidjot dans la 2e (reste du Territoire).
Finalement, l'accession de Charles Pidjot, son cousin, à la présidence de l'UC favorise son retour au sein de son parti d'origine, effectif en décembre 2007. Sa réintégration est confirmée de manière symbolique par sa présence, en 33e et antépénultième place, sur la liste d'union « Un avenir commun avec le FLNKS » emmenée par le nouveau secrétaire général (et donc no 2) de l'UC Gérard Reignier aux élections municipales de 2008 au Mont-Dore. Il est plus tard dans l'année choisi pour être le chef de la délégation de l'Union au Comité des signataires de l'Accord de Nouméa de décembre 2008.

#### De nouveau tête de liste
Dans l'optique de la constitution d'une liste d'union indépendantiste la plus large possible dans le Sud aux élections provinciales du 10 mai 2009, afin d'éviter le même scénario qu'en 2004, l'UC propose, lors d'une réunion à Poum le 24 janvier 2009, comme tête de liste le nom de Roch Wamytan. Fort de sa légitimité de signataire de l'Accord de Nouméa et de dernier président unitaire du FLNKS, mais également de sa participation au Collectif autochtone de Raphaël Mapou qui a été l'un des premiers à avoir demandé la constitution d'une liste « indépendantiste, progressiste et autochtone », il semble alors le mieux à même de réaliser le rassemblement le plus large possible de la mouvance séparatiste. Ce choix est accepté par le bureau politique du FLNKS le 10 mars 2009 et confirmé par chacune des composantes du Front à Sarraméa le 14 mars.
Néanmoins, certaines figures des différents mouvements du FLNKS refusent d'être menées par Wamytan, notamment Louis Mapou (Palika, le frère de Raphaël Mapou, ancien directeur général de l'ADRAF et président de la SOFINOR, le groupe d'investissement de la Province Nord, ancien élu municipal de Païta), Marie-Claude Tjibaou (UC, veuve de Jean-Marie Tjibaou, présidente du conseil d'administration de l'ADCK et du Centre culturel Tjibaou et membre du CES national) ou Élie Poigoune (Palika, ancien fondateur du « Groupe 1878 » à l'origine du mouvement militant indépendantiste et président de la section néo-calédonienne de la LDH). Ceux-ci forment une liste « d'Ouverture citoyenne » pour « réussir l'Accord de Nouméa » et « sortir des vieux clivages » avec d'autres personnalités pourtant proches du courant non-indépendantiste (dont l'ancien élu du RPCR Laurent Chatenay) et la section locale du PS,. Roch Wamytan réussit toutefois à réunir derrière lui 5 342 voix et 8,82 % des suffrages exprimés, et le FLNKS regagne ainsi une représentation au sein de l'Assemblée de la Province Sud avec quatre sièges, dont trois au Congrès.

#### Chef du groupe FLNKS au Congrès
Il est par la suite le candidat du front indépendantiste à la présidence de l'assemblée provinciale face au candidat loyaliste commun au Rassemblement-UMP, à Calédonie ensemble, à L'Avenir ensemble et au Mouvement de la diversité (LMD), Pierre Frogier, et celui du Rassemblement pour la Calédonie (RPC) Jacques Lafleur le 15 mai 2009 (obtenant les quatre voix de sa liste contre trente-quatre à Pierre Frogier et deux à Jacques Lafleur) puis, la semaine suivante, à la présidence du Congrès contre Harold Martin présenté quant-à-lui par l'ensemble du camp anti-indépendantiste et Rose Vaialimoa avancée par le Parti travailliste (il est une nouvelle fois battu par 20 voix, à savoir les 19 du FLNKS plus l'unique suffrage du LKS, contre 31 à Harold Martin et 3 à Rose Vaialimoa). Le même jour, il mène la liste du FLNKS pour l'élection des autres membres du bureau et obtient la seconde vice-présidence de l'Assemblée territoriale. Il apparaît ainsi comme le véritable chef d'un FLNKS qui tente de se réunifier et de l'opposition indépendantiste dans les deux principales institutions néo-calédoniennes, la Province Sud et le Congrès, et cela même si les huit conseillers issus des deux listes UNI dans le Nord et les Îles Loyauté décident finalement de former un groupe distinct de celui « FLNKS » dirigé par Roch Wamytan. Le 8 juin 2009, il devient l'un des deux coprésidents, avec Léonard Sam de Calédonie ensemble, de la commission intérieure du Congrès responsable de la Législation et de la Réglementation relatives aux Affaires coutumières. À la Province Sud, il dirige la commission de l'enseignement privé.
Il se rapproche par la suite du Parti travailliste, bras politique du syndicat indépendantiste USTKE qui dispose de 3 puis 4 élus au Congrès, et s'éloigne de plus en plus de l'UNI. Il a déjà soutenu l'USTKE dans son opposition musclée au Haut-commissaire Yves Dassonville lors du conflit social de la société d'autobus CarSud en 2008. Il est ensuite l'un des dirigeants du « Collectif pour la défense des droits et des libertés et la défense des syndicalistes », regroupant le syndicat, l'UC, le Parti travailliste et le Comité Rhéébù Nùù pour demander la libération de plusieurs militants de l'USTKE, dont son président Gérard Jodar, arrêtés le 29 juin 2009 puis condamnés pour avoir occupé un avion de la compagnie aérienne locale Air Calédonie à l'aéroport de Magenta le 28 mai précédent. Wamytan se retrouve ainsi en tête de cortège, avec Marie-Pierre Goyetche, Raphaël Mapou ou Georges Mandaoué, lors de la marche organisée par ce collectif le 22 août 2009 et qui rassemble entre 800 personnes selon la police et 3 000 d’après les organisateurs. Alors que la tension est particulièrement vive sur cette affaire durant la saison fraîche 2009, avec plusieurs affrontements entre forces de l'ordre et syndicalistes ou partisans de l'USTKE notamment à Saint-Louis le 5 août, le quotidien Le Monde affirme le 23 août que le grand-chef aurait dit lors d'une réunion à la tribu : « Si vous faites des actions, il faut bien vous cacher le visage pour ne pas qu’on vous reconnaisse sur les photos. Et s’ils vous attrapent, il faut dire « non » du début à la fin. On dit « non, je ne connais pas » quand on vous montre une photo. Sinon, après, tout le monde dit que c’est de la faute de l’USTKE, de Wamytan, des coutumiers […] parce qu’il y en a un qui tire les ficelles, c’est l’État français ». Roch Wamytan est entendu par la gendarmerie au cours de l'enquête sur ces incidents le 13 décembre 2009, et dément avoir tenu de tels propos en estimant que la journaliste à l'origine de l'article « a mal interprété mes propos et cela ne m’a causé que des ennuis. Après, au niveau de l’enquête, je ne sais pas ce qui va se passer, si le procureur estime qu’il y a quelque chose à me reprocher ou non. Les enquêteurs m’ont juste demandé mon avis sur ce qui s’était passé. J’y ai répondu et cela, dans le cadre d’une convocation à titre de témoin ».
La coopération entre le groupe FLNKS de Roch Wamytan et les quatre élus travaillistes ne cesse de se renforcer par la suite. Lors du renouvellement du bureau du Congrès, les deux formations, ainsi que Nidoïsh Naisseline, soutiennent une candidate unique à la présidence, Caroline Machoro, qui obtient ainsi 17 voix contre 20 au sortant Harold Martin. Pour autant, les 6 membres du groupe UNI ont choisi, contrairement à 2009, de voter blanc plutôt que de favoriser l'accession au perchoir de la militante de l'UC, qui aurait pu l'emporter étant donné les nouvelles divisions au sein du camp anti-indépendantiste (les 10 élus de Calédonie ensemble et Nathalie Brizard du RPC ayant opté également pour le bulletin blanc plutôt que d'élire Martin). Pour les élections des 9e, 10e, 11e et 12e gouvernements néo-calédoniens en mars, avril et juin 2011, le groupe FLNKS présente des listes conjointes avec le Parti travailliste baptisées « Entente » et qui obtiennent respectivement 4, 4, 3 et 4 sièges sur 11 au sein de l'exécutif. Dans ce cadre, la mise en place d'un conseil politique pour la coordination de cette alliance est préparée tandis que Roch Wamytan propose que le Parti travailliste intègre le FLNKS.
Il soutient également de manière active en 2010 et 2011, avec les autres dirigeants de l'UC, la proposition du président du Rassemblement-UMP Pierre Frogier présentée en février 2010 de faire hisser le drapeau indépendantiste (dit « du FLNKS » ou « Kanaky ») aux côtés de l'emblème national comme symbole de reconnaissance des « deux légitimités », pro et anti-indépendantistes. Wamytan est ainsi l'un des trois signataires, avec Frogier et Harold Martin, de la proposition de vœu en faveur de la levée des deux drapeaux sur les bâtiments publics de Nouvelle-Calédonie, votée par le Congrès le 13 juillet 2010. Ce vœu n'a toutefois pas de force juridique contraignante, chaque collectivité est laissée libre de l'appliquer ou non. Roch Wamytan et son groupe veulent aller alors plus loin, en proposant de faire reconnaître le drapeau Kanaky comme signe identitaire de la Nouvelle-Calédonie.
De plus, l'UC et ses alliés décident de faire démissionner en bloc leurs membres du gouvernement Gomès et leurs suivants de liste le 17 février 2011, entraînant sa chute, en invoquant des problèmes dans le fonctionnement de la collégialité et le fait que quatre communes n'ont pas encore fait hisser sur leurs mairies les deux étendards (dont deux où la majorité est détenue par le parti du président de l'exécutif, Calédonie ensemble, et une troisième où ce dernier est proche du maire). En réaction, Philippe Gomès et Calédonie ensemble s'engagent dans une stratégie assumée de blocage des institutions, en annonçant que tous leurs membres désignés dans les gouvernements suivants démissionneront dans la foulée, ceci afin de pousser l'État à dissoudre le Congrès et les assemblées de Provinces et organiser de nouvelles élections provinciales. Roch Wamytan, aux côtés de Pierre Frogier et Harold Martin, critique pendant cette période vivement Calédonie ensemble, tout en l'invitant dans un premier temps à « discuter d’une porte de sortie ». Lors de la troisième séance organisée en un mois, le 25 mars 2011, pour fixer le nombre de membres du gouvernement en vue d'un nouveau renouvellement de ce dernier, Roch Wamytan déclare : « Au nom du groupe FLNKS, je demande solennellement au président Gomès de faire preuve d'humilité et de cesser son chantage au blocage des institutions pour un retour anticipé aux élections provinciales. S'il trouve quelque chose à gagner, ce n'est certainement pas de l'intérêt général de la population qui n'aspire qu'à une chose, à la paix et à l'harmonie entre tous. Persister dans cette voie c'est mettre le doigt dans un engrenage extrêmement dangereux, le ministre Bernard Pons en a fait l'expérience en 1987, en faisant exploser le statut Fabius-Pisani, il a récolté les terribles fruits de la grotte d'Ouvéa ». Et, en référence à une marche annoncée pour le 2 avril suivant par le « Collectif pour un drapeau commun » et auquel Calédonie ensemble doit participer aux côtés d'autres formations, il dit envisager l'organisation d'une contre-manifestation le même jour contre ce qu'il voit comme une action politique orchestrée par le parti de Philippe Gomès : « Le groupe FLNKS, avec les partis le composant, est prêt à relever le défi s'il s'agit d'un défi lancé aux indépendantistes. Prêt à relever le défi, s'il le faut, je dis bien s'il le faut, d'une contre-manifestation le samedi 2 avril prochain. Si Calédonie ensemble a pour objectif en appelant à manifester ce jour-là de défier notre drapeau, symbole de la revendication identitaire et d'indépendance du peuple kanak, j'invite ses responsables à se rappeler la grande manifestation d'Algérie en 1962 qui a conduit plus d'un million de personnes dans les rues d'Alger. Cette démonstration de force n'a pas stoppé net le processus d'indépendance, bien au contraire, elle a permis d'accélérer le mouvement avant de mettre sur le chemin de l'exode des millions de réfugiés. Donc attention aux balbutiements de l'histoire. Et comme le disait Jean-Marie Tjibaou en 1983, "ne sciez pas la branche sur laquelle vous êtes assis dessus" ». L'idée de la contre-manifestation est reprise par le Parti travailliste, son président Louis Kotra Uregei appelant « tous nos comités communaux, tous nos militants et adhérents à venir nombreux avec plein de drapeaux Kanaky pour défiler samedi ». Les deux marches sont finalement interdites le 1er avril 2011 par le Haut-commissaire Albert Dupuy.

#### Président du Congrès
Le 1er avril 2011, le 1er vice-président du Congrès (assurant l'intérim de la présidence depuis l'élection de Harold Martin à la tête du gouvernement le 3 mars précédent) Léonard Sam (membre de Calédonie ensemble), après avoir annoncé la veille vouloir reporter l'élection du nouveau président de l'assemblée prévue pour l'après-midi, déclare à trois reprises « suspendre » la séance d'élection des membres du gouvernement du matin avant de quitter la salle des délibérations, comme l'ensemble des groupes Calédonie ensemble et UNI ainsi que leurs alliés respectifs (le RPC, le LKS ainsi que deux sans étiquettes) auparavant. Les élus du FLNKS, du Parti travailliste, du Rassemblement-UMP et de L'Avenir ensemble-LMD (soit 34 des 54 membres du Congrès) ont refusé cette suspension et ont donc continué à siéger sous la présidence de Roch Wamytan, en sa qualité de 2e vice-président. Il fait procéder alors à un vote à main levée pour confirmer le maintien de l'élection au perchoir l'après-midi.
Celle-ci a donc lieu avec 35 participants (les présents et les procurations, Jean-Luc Régent du RPC étant revenu), soit deux de plus que le quorum nécessaire (deux tiers). Roch Wamytan, seul candidat, est élu avec 32 voix et 3 bulletins blancs, étant soutenu par le FLNKS, le Parti travailliste mais aussi les anti-indépendantistes du Rassemblement-UMP et de L'Avenir ensemble. Il est le premier indépendantiste à accéder à la présidence du Congrès, et le troisième à obtenir le perchoir d'une assemblée délibérante territoriale néo-calédonienne (après Yann Céléné Uregeï de 1973 à 1975 et Rock Pidjot de 1976 à 1977). Dans la foulée de son accession au perchoir, le Congrès adopte une résolution requérant que le Parlement national fasse modifier d’urgence l’article 121 de la loi organique (afin de limiter la possibilité de faire chuter un gouvernement par la démission collective d'une liste), ainsi qu’une lettre des élus demandant au nouveau président de l’institution, en attendant que cette révision soit opérée, « de surseoir à toute nouvelle convocation du Congrès pour l’élection des membres du gouvernement », ce qui revient à refuser la nouvelle démission de la liste Calédonie ensemble.
Son élection, ainsi que celle du reste du bureau, est annulée par le Conseil d'État le 18 juillet 2011. Cette décision lui est notifiée, et prend donc officiellement effet, le 1er août suivant. Il est toutefois réélu à ce poste sans difficulté, et cette fois sans contestation, le 19 août 2011 avec 32 voix sur 53 votants (faisant une nouvelle fois le plein des suffrages du Rassemblement-UMP, du FLNKS tendance UC, de L'Avenir ensemble-MoDem et du Parti travailliste) contre 15 à Léonard Sam de Calédonie ensemble (soutenu par l'UDC, le LMD et le RPC).
Il prend également la présidence de la Commission spéciale chargée d’élaborer des accords économiques et sociaux et d’en suivre la mise en œuvre concernant la lutte contre la vie chère, créée par délibération le 1er septembre 2011 et réunie pour la première fois le 14 septembre suivant. Elle est composée d'élus du Congrès (2 représentants pour chaque groupe politique et 1 pour toutes les autres formations politiques), de l'Intersyndicale contre la vie chère (réunissant l'USOENC, de la Fédération des fonctionnaires, de l'union territoriale de la CFE-CGC, la COGETRA-NC, FO et la CSTNC), de l'USTKE et de représentants du gouvernement local et de l'État. Cette commission adopte le 2 octobre 2011 un préambule marquant le point de départ de la préparation d'un accord ultérieur devant servir de ligne directrice à la politique de lutte contre la vie chère. Le 22 mai 2012, Roch Wamytan présente ses propositions de conclusions aux travaux de la commission : il envisage notamment une suppression de l'impôt sur le revenu des personnes physiques (IRPP) au profit d'une Contribution exceptionnelle de solidarité (CES) frappant tous les revenus, y compris ceux des capitaux et les plus-values, mais surtout une désindexation des salaires de la fonction publique, tant nationale que territoriale. Cette dernière proposition est vivement critiquée par l'opposition politique (Philippe Michel de Calédonie ensemble parlant d'annonces qui « n'ont jamais été débattues en séances et lui sont personnelles » et de « démonstration de désordre institutionnel »), mais aussi par l'intersyndicale, le gouvernement local (son président Harold Martin déclarant à ce sujet : « Je ne serais pas le Président qui mettra un coup d’arrêt à la croissance de la Nouvelle-Calédonie, je ne signerais pas des accords qui pourraient compromettre l’avenir. Je n’engagerais pas le gouvernement sur des mesures décidées à la va-vite, sans confrontation, sans étude d’impact ou dont les conséquences seraient finalement dramatiques en termes de pouvoir d’achat pour la population »), ou le Rassemblement-UMP (le début Gaël Yanno qualifie d'« irresponsable » cette proposition).
Il appelle également à renforcer la « coopération intraparlementaire régionale », voulant promouvoir un projet de réseau entre les assemblées délibérantes du Pacifique. Ainsi, il signe le 12 décembre 2011 à Port-Vila une convention de partenariat entre le Parlement du Vanuatu et le Congrès. Il se rend également aux Îles Salomon et en Papouasie-Nouvelle-Guinée le 16 décembre 2011,, de nouveau au Vanuatu du 27 au 29 février 2012 (avec la signature, au nom de la Nouvelle-Calédonie, d'une convention « de partenariat et d’appui institutionnel » avec le Groupe mélanésien Fer de lance), aux Fidji du 1er au 3 mars 2012 et en Australie du 19 au 22 mars suivants (avec une délégation de six élus du Congrès). Sa visite aux Fidji est la plus controversée, en raison de sa rencontre avec l'amiral Frank Bainimarama, Premier ministre depuis 2007 et auteur du coup d'État du 5 décembre 2006, et pour avoir déclaré à la suite de cela : « Moi j’ai le sentiment que Fidji est véritablement sur le chemin du retour vers une démocratie parlementaire […] Je suis tout à fait confiant que les autorités fidjiennes vont respecter ce [calendrier de retour à la démocratie, prévoyant l'organisation d'élections législatives pour 2014] ». Calédonie ensemble l'accuse alors d'agir en « rupture avec la France, l’Union européenne et les autres pays de la région vis-à-vis de Fidji », isolée et condamnée diplomatiquement depuis 2006, et de ne pas avoir de légitimité pour porter la voix de la Nouvelle-Calédonie en matière de coopération régionale, son déplacement ou sa signature de la convention avec le Groupe mélanésien Fer de lance n'ayant pas fait l'objet d'une délégation votée en séance par le Congrès. Il reçoit néanmoins le soutien du président du gouvernement de la Nouvelle-Calédonie, Harold Martin, qui affirme pour sa part avoir chargé Roch Wamytan de cette mission en sa qualité de membre de l'exécutif local responsable de ces questions.
Par ailleurs, il s'est prononcé en faveur d'une réforme du Congrès, appelant à une « optimisation » de l'organisation administrative (passant notamment par la signature, le 9 juillet 2012, avec le président de l'Assemblée nationale Claude Bartolone, d'une convention de partenariat entre les deux institutions, permettant surtout au Congrès d'obtenir un appui technique dans le domaine de la procédure parlementaire et de l'accueil et de la formation de certains de ses agents au sein de la chambre basse du Parlement), à un développement de l'information et de la formation des élus (avec le projet de signature d'une convention avec l'IEP Paris pour organiser des services de formation initiale en ligne) et à une modernisation de l'image de l'institution passant par une « refonte de son logo » (présentée le 1er août 2012) ou le déménagement vers de nouveaux locaux,,.
Candidat à sa propre succession le 29 août 2012, il a cette fois le soutien des deux groupes issus du FLNKS et toujours celui du Parti travailliste, mais a perdu ceux du Rassemblement-UMP et de L'Avenir ensemble à la suite de la victoire de Calédonie ensemble aux élections législatives des 10 et 17 juin 2012. Il est battu par Gérard Poadja, candidat de Calédonie ensemble, par 25 voix contre 28 au troisième tour de scrutin. Aux deux tours précédents, aucune majorité absolue ne s'était dégagée avec trois candidats : Roch Wamytan (24 voix aux deux tours, soit la totalité des 23 indépendantistes et 1 voix venant du camp anti-indépendantiste), Simon Loueckhote (candidat du LMD soutenu par l'Avenir ensemble, le Rassemblement-UMP et Nathalie Brizard de l'UDC, 17 voix aux deux premiers tours, se retire au troisième) et Gérard Poadja (candidat du groupe Calédonie ensemble, 12 voix aux deux premiers tours). Un bulletin blanc a été décompté à chaque tour. Lors de la même séance, il accède à la 1re vice-présidence du Congrès.
L'année suivante, le 8 août 2013, de nouveau candidat unitaire des indépendantistes à la présidence, et face aux deux mêmes candidats anti-indépendantistes dont cette fois aucun ne se désiste, Roch Wamytan est réélu à la tête de l'assemblée à la majorité relative au troisième tour de scrutin. Il réunit alors 23 voix (comme au deuxième tour, il n'avait obtenu au premier que 21 scrutins en raison de deux bulletins comptabilisés comme nuls dans son camp) contre 17 à Simon Loueckhote (porté par un nouveau groupe réunissant le Rassemblement-UMP, L'Avenir ensemble, le LMD, l'UDC et Didier Leroux) et 13 au sortant Gérard Poadja (toujours porté par son parti, Calédonie ensemble, mais aussi par l'ancien membre du RPC Jean-Luc Régent et un dissident récent du Rassemblement-UMP, Silipeleto Muliakaaka) et 1 bulletin blanc (Alexandra Malaval-Cheval du Mouvement populaire calédonien MPC).
À la suite des élections provinciales de 2019, Roch Wamytan se présente de nouveau à la présidence du Congrès en tant que candidat unitaire des indépendantistes. Il est élu au second tour, à la majorité absolue, avec les 13 voix de son groupe UC-FLNKS & nationalistes, 12 du groupe UNI, celle du LKS, celle de Louis Kotra Uregei mais aussi celles des trois élus de L'Éveil océanien, tout jeune parti communautaire wallisien et futunien, qui voteront également en faveur des indépendantistes aux vice-présidences et à toutes les présidences de commissions. Lors de son discours d’investiture, Roch Wamytan évoque une « majorité océanienne » et déclare que « le temps est venu d'imprimer dans ce pays du Pacifique le sceau historique du marqueur océanien au niveau culturel, social, économique ».
Il ne reconnaît pas la légitimité politique du troisième référendum qui a eu lieu en décembre 2021. Le 29 août 2024, alors que l'archipel se remet doucement des émeutes déclenchées le 13 mai 2024, Roch Wamytan se représente à la présidence du Congrès. L'Éveil océanien, cependant, décide cette fois-ci de ne pas soutenir les indépendantistes et présentent leur propre candidate, Veylma Falaeo, auparavant candidate aux municipales de 2020 pour Nouméa et aux législatives de 2024. Au premier tour, Roch Wamytan obtient les 26 voix des membres indépendantistes. Naïa Wateou, du Rassemblement-Les Loyalistes obtient les 19 voix de son groupe, Philippe Dunnoyer les 6 voix de son parti et Veylma Falaeo les 3 voix de l'EO. Sachant qu'il faut 28 voix pour être élu, Gil Brial, des Loyalistes, demande une suspension de séance. Décidés à faire barrage à Roch Wamytan, pour ses liens avec la Cellule de Coordination des Actions de Terrain (CCAT), branche de l'UC, qui reste toujours soupçonnée d'avoir joué un rôle dans les violences de mai, ainsi que pour ses précédents propos polémiques, tous les non-indépendantistes décident de retirer leurs candidatures et soutiennent Veylma Falaeo, finalement élue à 28 voix contre 26, mettant fin à la majorité océanienne .

## Attitude controversée

### Propos raciste

#### Séance du congrès
Lors d’une séance du congrès de la Nouvelle-Calédonie du 27 septembre 2016, durant le débat portant sur des solutions contre la délinquance, Roch Wamytan a proféré des insultes à caractère racial, à l’encontre de Gil Brial, un autre membre du congrès. À la suite de l’agitation qui a suivi due à l’indignation des autres élus, Thierry Santa, le président du congrès de l’époque, a dû suspendre la séance[réf. à confirmer].

#### Délégation outre-mer
La délégation outre-mer, ayant pour mission de réaliser un rapport d’étape sur la situation en Nouvelle-Calédonie, a pour l’occasion rencontré plus de 110 personnes, parmi lesquelles le président du gouvernement, le président du Congrès, le président du Sénat coutumier, les présidents de deux des trois provinces, deux parlementaires, le Haut-commissaire de la République, les acteurs des forces économiques, de nombreux maires, des représentants de partis politiques et aussi de simples citoyens.
C’est à cette occasion que Roch Wamytan, alors président du Congrès de la Nouvelle-Calédonie, a déclaré que “le seuil de tolérance des Blancs est déjà atteint.” Ses conclusions ont été consignées dans le rapport et présentées le 29 avril 2024.

### Liens avec l’Azerbaïdjan
Le 18 avril 2024, Omayra Naisseline, élue du groupe UC-FLNKS, signe au nom du président du Congrès de Nouvelle-Calédonie un mémorandum de coopération avec l’Assemblée nationale de l’Azerbaïdjan, suscitant des protestations parmi les non-indépendantistes. Ce document vise à développer les relations entre les deux chambres, notamment en matière de culture, d’enseignement et de politique.
Cependant, les non-indépendantistes dénoncent cet accord, soulignant que l’Azerbaïdjan est accusé de crimes contre sa propre population. Ils souhaitent que le document soit déclaré nul et dénoncent le fait que cela n’a fait l’objet d’aucune concertation. En parallèle, le procureur de la République de Nouméa, Yves Dupas, confirme un signalement pour “un éventuel détournement de fonds publics pour les frais de déplacements."  Le 14 octobre, lors d'une conférence de presse, la nouvelle présidente du Congrès, Veylma Falaeo, déclare le mémorandum "nul et non avenu", stipulant que Omayra Naisseline, n'étant pas une des vice-présidentes de l'institution, n'avait donc aucune habilitation à la faire, conformément à l’article 70 de la loi organique ainsi que l’article 12 du règlement intérieur du Congrès .